# ستيفن فان رينسيلار
ستيفن فان رينسيلار الثالث (بالإنجليزية: Stephen Van Rensselaer)‏ (1 نوفمبر 1764 - 26 يناير 1839) هو نائب حاكم ولاية نيويورك، وعضو في الكونغرس الأمريكي عن ولاية نيويورك، وميجر جنرال (لواء) في الجيش الشعبي لولاية نيويورك.

## حياته
ستيفن فان رينسيلار هولندي الأصل، استوطن أجداده الولايات المتحدة بعد اكتشاف القارتين الأمريكيتين، توفي والده عندما بلغ الخامسة من عمره، وورثَ عنه ثروة طائلة، جعلته في المرتبة الثانية والعشرين من أغنياء التأريخ، تولى خاله إبراهيم تين برويك (Abraham Ten Broeck) إدارة أملاك والده لحين بلوغه وتمكنه من خلافة والده. تزوجت والدته من القس ويسترلو (Rev. Eilardus Westerlo) في 1775. ليكون قادراً على رئاسة العائلة وإدارة أملاكها، تم الاهتمام بتعليمه، حيث تخرج من جامعة هارفارد في 1782. بعد ذلك بسنة واحدة تزوج من مارغريتا سكايلرفان (Margarita Schuyler)، ابنة الجنرال فيليب سكايلر (Philip Schuyler). توفيت مارغريتا في 1801، وبعد عام من وفاتها تزوج من كورنيليا باترسون (Cornelia Patterson)، ابنة وليام باترسون (William Paterson)، الحاكم السابق لولاية نيوجيرسي. في الحادية والعشرين من عمره تولى إدارة أملاك عائلته. كان المستأجرون في عقارات العائلة خائفين من الطرد، أو من مطالبتهم بدفع إيجارات عالية، إلا أن رينسيلار كان عطوفاً معهم، فأبقى عليهم مقابل إيجارات معتدلة.

## مناصب شغلها
- جنرال في الجيش الشعبي للولايات المتحدة الأمريكية في 1786[1][2]، رغم عدم رغبته دخول هذا المجال.[5]
- ميجر جنرال للجيش الشعبي لولاية نيويورك في 1801.[1][2]
- عضو في الجمعية العامة لولاية نيويورك (1789 - 1791).[1][2]
- عضو في مجلس شيوخ ولاية نيويورك (1791 - 1796).[1][2]
- نائب حاكم ولاية نيويورك (1795 - 1801).[1][2]
- رئيس جامعة ولاية نيويورك (1819 - 1839).[1][2]

## معركة مرتفعات كوينزتون
في 13 أكتوبر 1812 قاد رينسيلار قوات الولايات المتحدة في معركة مرتفعات كوينزتون، ضد قوات الإمبراطورية البريطانية، والتي كانت خطوة لاحتلال كندا العليا (أونتاريو حالياً)، إلا أن قوات الولايات المتحدة قليلة الخبرة، آنذاك، لم تتمكن من الحفاظ على النصر الذي حققته في بداية المعركة، كما أن القوات الإضافية التي جاءت لإمداد القوات المتحاربة في مرتفعات كوينزتون، رفضت عبور نهر نياجارا، مما إضطر القيادة الأمريكية إلى إصدار أمرها بالانسحاب، وبالتالي انتصار الجيش البريطاني. بعد هذه المعركة، قام رينسيلار بتقديم استقالته من الجيش.

## معرض صور

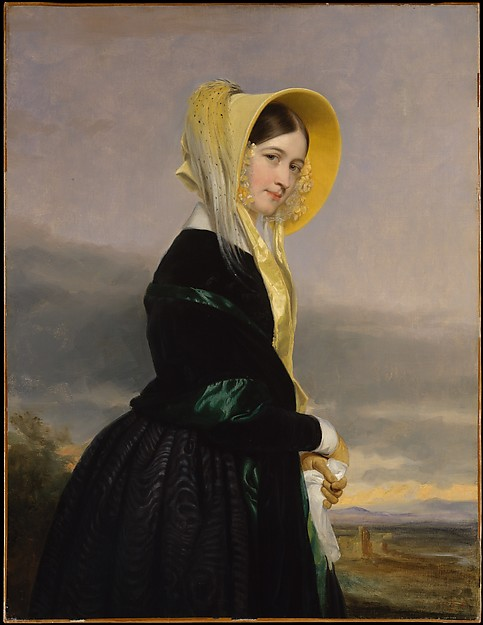
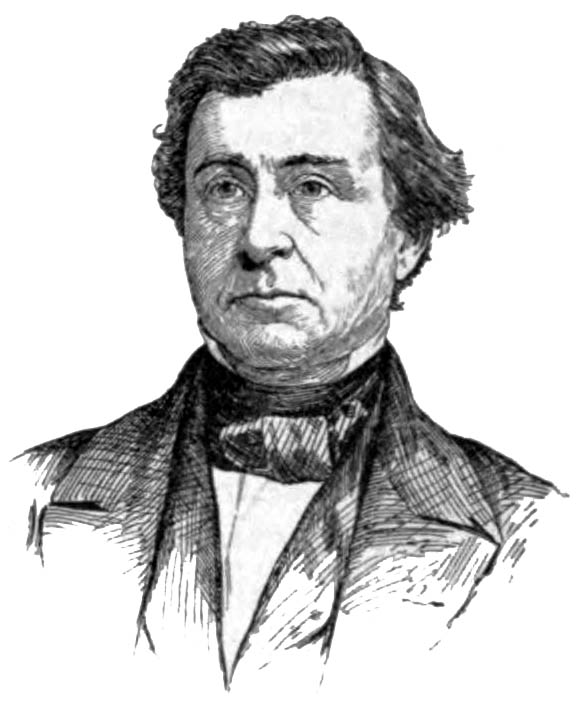
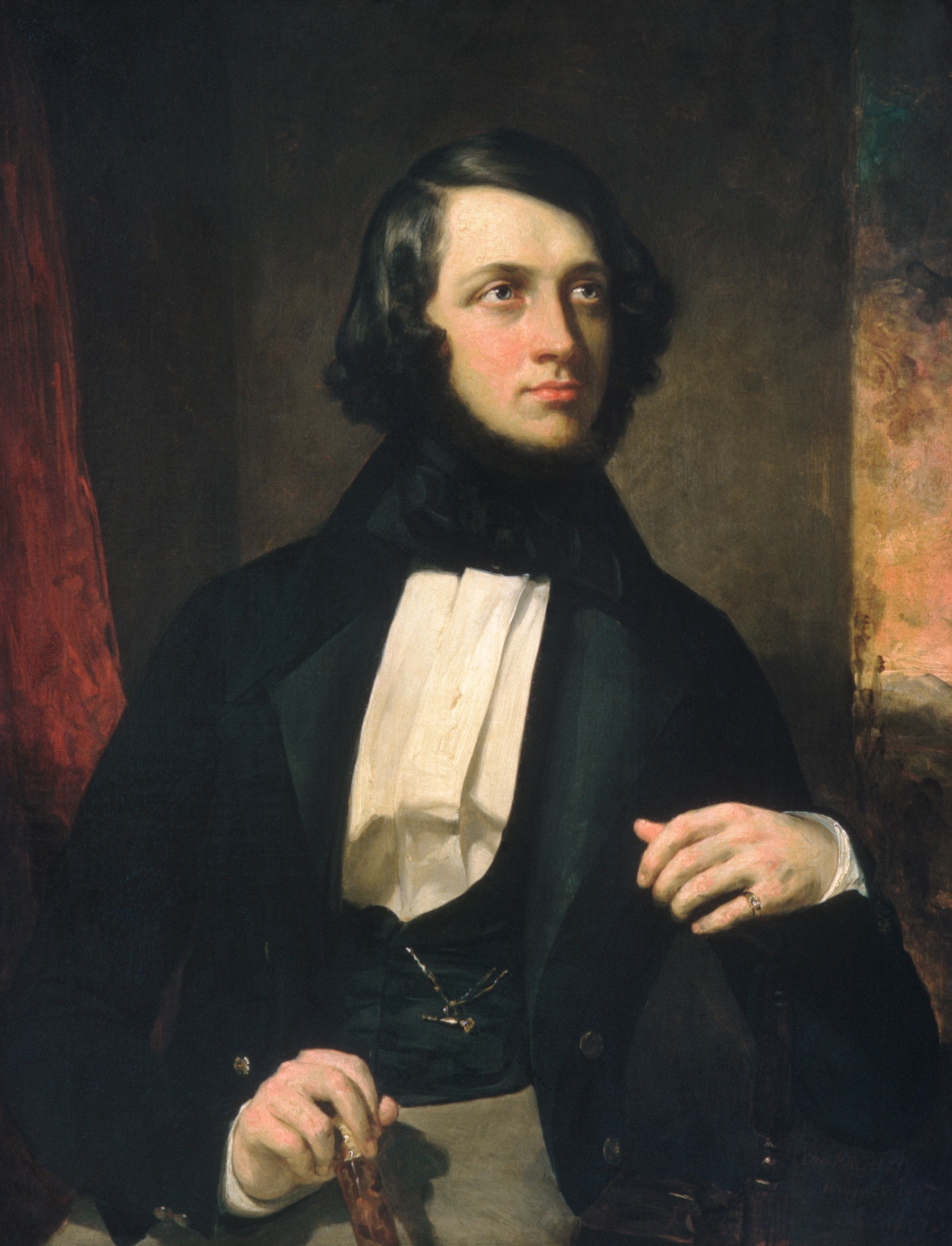
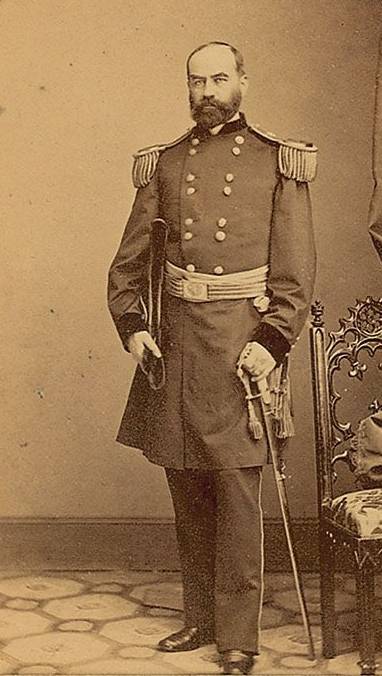
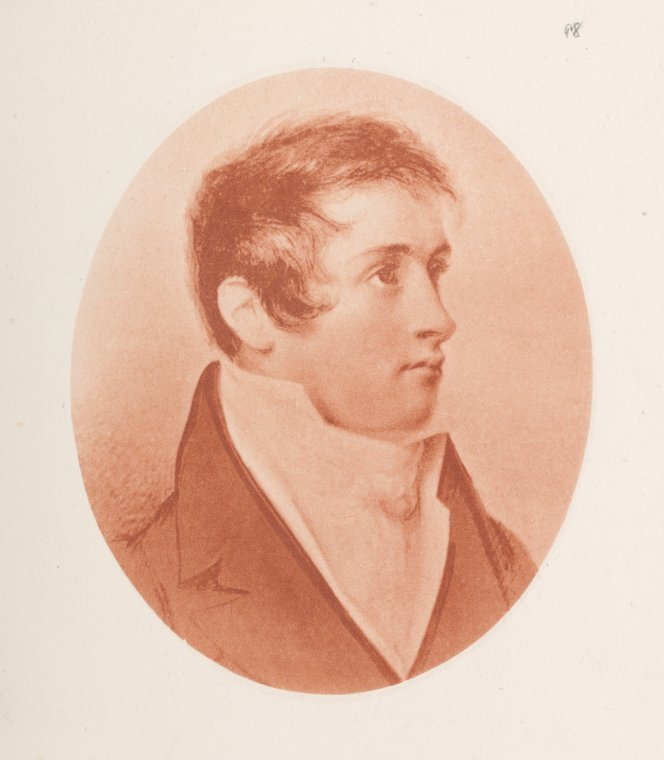